# 帕斯夸尔·约尔丹

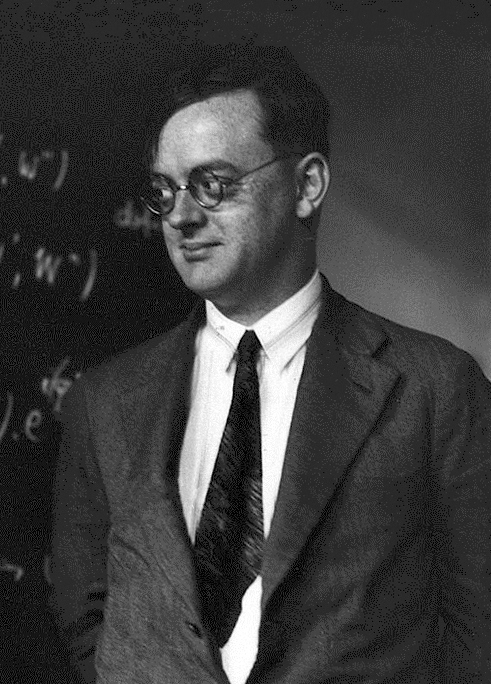
帕斯夸尔·约尔丹，攝於1920年代。

帕斯夸尔·约尔丹（德語：Ernst Pascual Jordan，發音：[ˈɛʁnst pasˈku̯al ˈjɔʁdaːn]；1902年10月18日—1980年7月31日），又译约当，德国理论和数学物理學家，他在量子力学和量子场论方面做出非常重要的贡献。他对矩阵力学的数学形式贡献颇多，并且发展了费米子的正则反对易关系。他发明的约尔丹代数是為了量子力学的數學基礎而發展，現已应用于其他的数学領域。
约尔丹于1933年加入纳粹党，但是没有参加“德国物理学”运动（这一运动抵制由阿尔伯特·爱因斯坦和其他犹太物理学家发展的量子物理）。第二次世界大战后，约尔丹从政，加入德国保守政党联盟党，在1957-1961年被选为国会议员。

## 生平
1902年10月18日出生于德意志帝国汉诺威市。1980年7月31日逝世于德意志联邦共和国汉堡。
约尔丹的父母是Ernst Pasqual Jordan (1858-1924)和Eva Fischer. 恩斯特·约尔丹是一位因肖像画和风景画闻名的画家，于1892年和Eva Fischer结婚，儿子出生时是汉诺威技术大学的艺术副教授。约尔丹的姓氏来源是西班牙语“霍尔达”（Jorda）。其家族有一传统，每一代的长子全都起名叫做帕斯夸尔（Pasqual或者Pascual）。其先祖中的一位帕斯夸尔·霍尔达是西班牙贵族、骑兵军官，拿破仑战争后在英国军队中任职。那时汉诺威家族统治英国，于是霍尔达家族移居到汉诺威，不久将姓氏拼写德语化为约尔丹（Jordan）。约尔丹从小在传统宗教氛围中长大，12岁时他试图调和圣经和达尔文进化论的矛盾，因为他的宗教老师告诉他科学和宗教并不冲突。约尔丹在一生中写作了大量关于宗教和科学关系的文章。
约尔丹于1921年进入汉诺威技术大学学习动物学、数学、物理学。像当时很多德国大学生那样，他每年转到不同的大学进行学习。他1923年就读的目的地哥廷根大学是当时研究数学和物理学最顶尖的学府，由数学家大卫·希尔伯特和阿诺德·索末菲领导。在哥廷根，约尔丹做过一段时间数学家理查德·库朗的助手，然后博士期间和马克斯·波恩学习物理，和基因和动物学家阿尔弗雷德·库恩学习遗传学。

## 科学工作
约尔丹与马克斯·波恩、维纳·海森伯合写了一系列有关量子力学的重要论文。他也是量子场论的先驱。之后他的兴趣极大地转向宇宙学。
约尔丹发明了一种现在称为约尔丹代数的非结合代数，用来描述量子力学和量子场论中的观测量，与后来的冯诺依曼代数目的相同。约尔丹代数如今被用于投影几何、数论、复分析、优化，以及很多其他纯数学和应用数学的领域。约尔丹代数现在仍然被用来研究量子理论的数学和概念基础。
1966年，约尔丹发表了182页的论文《论地球的膨胀--狄拉克引力假说的推论》，其中提出，根据保罗·狄拉克有关引力常数随时间减小的假说，地球过去只有7000公里直径，然后慢慢膨胀到现在的大小。这个理论可以解释为什么地壳底部有韧性的硅镁层厚度比较均匀，而上部脆性的硅铝层分裂为各大陆板块。根据该理论，随着地球半径的增长，地表弧度下降，大陆板块需要相应做出调整而出现褶皱。尽管约尔丹为此理论投入了很多精力，他的地理工作并未被物理学家或地理学家接受。

## 政治活动
德国一战的战败和凡尔赛和约的签订深深影响了约尔丹的政治信仰。尽管他的很多同事也都认为凡尔赛和约是不公平的，约尔丹走的更远并愈发倾向国家主义和右翼。他在1920年代后期撰写了大量文章，提出了一种咄咄逼人和好战的立场。他是一名反共主义者，特别担心俄国革命和布尔什维克的崛起。
1933年，约尔丹像菲利普·莱纳德和约翰内斯·斯塔克一样加入了纳粹党，还加入了纳粹冲锋队。他支持纳粹的民族主义和反共主义，但同时他仍然是爱因斯坦和其他犹太科学家的捍卫者。约尔丹似乎希望他能影响新政权；他的一个项目是试图说服纳粹，以爱因斯坦为代表的现代物理学的发展，特别是新的哥本哈根学派的量子理论可以成为 "布尔什维克唯物主义 "的解药。然而，虽然纳粹赞赏他对他们的支持，但他对犹太科学家及其理论的持续支持导致他被视为政治上不可靠。
约尔丹于1939年加入德国空军，并在佩内明德火箭中心担任过一段时间的气象分析员。战争期间，他试图让纳粹党对各种先进武器的计划感兴趣。他的建议被忽略了，因为他被认为是 "政治上不可靠"，可能是因为他过去与犹太人（特别是：库朗、波恩和沃尔夫冈·保利）和所谓的 "犹太物理学 "的关系。
如果约尔丹没有加入纳粹党，可以想象，他很可能因与马克斯·波恩的工作而获得诺贝尔物理学奖。波恩后来与瓦尔特·博特一起获得了1954年的物理学奖。
沃尔夫冈·泡利在战后一段时间向西德当局宣布约尔丹 "恢复名誉"，允许他在两年后重新回到学术界工作。1953年，他恢复了汉堡大学终身教授的正式身份，在那里他一直待到1971年成为荣休教授。
约尔丹后来违背了泡利的建议重新进入政界，那时冷战的压力终止了“去纳粹化”时期。1957年，他以保守的基督教民主联盟的名义当选为联邦议院议员。1957年，约尔丹支持阿登纳政府用战术核武器武装联邦国防军，而哥廷根18人组织（包括波恩和海森堡）发表了《哥廷根宣言》以示抗议。这个问题和其他问题使他与以前的朋友和同事的关系进一步紧张起来。